# Jogos da Commonwealth de 2022
Os Jogos da Commonwealth de 2022, oficialmente denominado como XXII Jogos da Commonwealth, serão um evento multiesportivo para os membros da Commonwealth marcados para a cidade de Birmingham, Inglaterra entre 28 de julho e 8 de agosto. Essa será a terceira vez que o evento será realizado na Inglaterra. Birmingham foi anunciada como sede em 21 de dezembro de 2017,em uma coletiva de imprensa realizada na cidade. O período dos jogos irá coincidir com as celebrações de 10 de anos da realização dos Jogos Olímpicos de Verão de 2012,realizados em Londres,que servirá de subsede do evento,juntamente com Conventry e Warwickshire.
Um Campeonato da Commonwealth de tiro desportivo e de tiro com arco será disputado em Chandigarh,na Índia em janeiro de 2022 e as medalhas disputadas nele serão somadas ao quadro de medalhas final de Birmingham.

## Primeira escolha
Duas cidades originalmente se candidataram ao evento Durban, África do Sul e Edmonton, Alberta, Canadá. Edmonton acabou desistindo devido aos custos estimados do evento,deixando Durban como candidata única. Com a desistência da cidade canadense Durban permaneceu como candidata única e foi originalmente proclamada como cidade-sede em setembro de 2015.

### Durban perde os Jogos
Diversas fontes locais,reportaram que Durban poderia perder os direitos de sediar o evento,por não conseguir entregar as garantias financeiras e nem mesmo desenvolver as fases iniciais do projeto. Isso foi confirmado no mês seguinte (março de 2017),quando a  Federação dos Jogos da Commonwealth (CGF) retirou os direitos da cidade de sediar o evento.
Esta seria a primeira vez que os Jogos seriam realizados na África e a segunda vez que o evento seria realizado em uma República da Commonwealth,seguindo a Índia que sediou os Jogos da Commonwealth de 2010,na sua capital Délhi. As datas previstas eram de 18 a 30 de julho,as datas foram escolhidas para coincidir com as datas das celebrações de Nelson Mandela.

## Segundo processo
As cidades inglesas de Liverpool e Birmingham espessaram seu interesse em sediar o evento,seguidas por Manchester,que sediou o mesmo evento em 2002 Em setembro de 2017,após os estudos de viabilidade realizados pela Associação Inglesa dos Jogos da Commonwealth,Birmingham foi indicada como a candidata inglesa. Birmingham foi a única candidata a dar garantias para a realização do evento e provavelmente seria aclamada para o evento.
Mas a Federação dos Jogos da Commonwealth anunciou que o prazo para a escolha da nova sede tinha sido estendido para 30 de novembro de 2017, já que a cidade não havia conseguido responder todas as 170 perguntas do questionário feito para a cidade de forma satisfatória.

### Birmingham é escolhida como sede substituta
Em 21 de dezembro de 2017,o anúncio oficial foi feito durante uma coletiva de imprensa,realizada na cidade.

## Locais de competição
Birmingham tem uma tradição histórica de sediar de eventos desportivos e também apresenta uma diversidade única de locais. 95% dos locais propostos estavam prontos em 2017 e além disso estes locais não precisariam de obras especificas para o evento. A única grande obra prevista para o evento seria a reforma completa do Alexander Stadium que sediará as cerimônias e os eventos do atletismo.

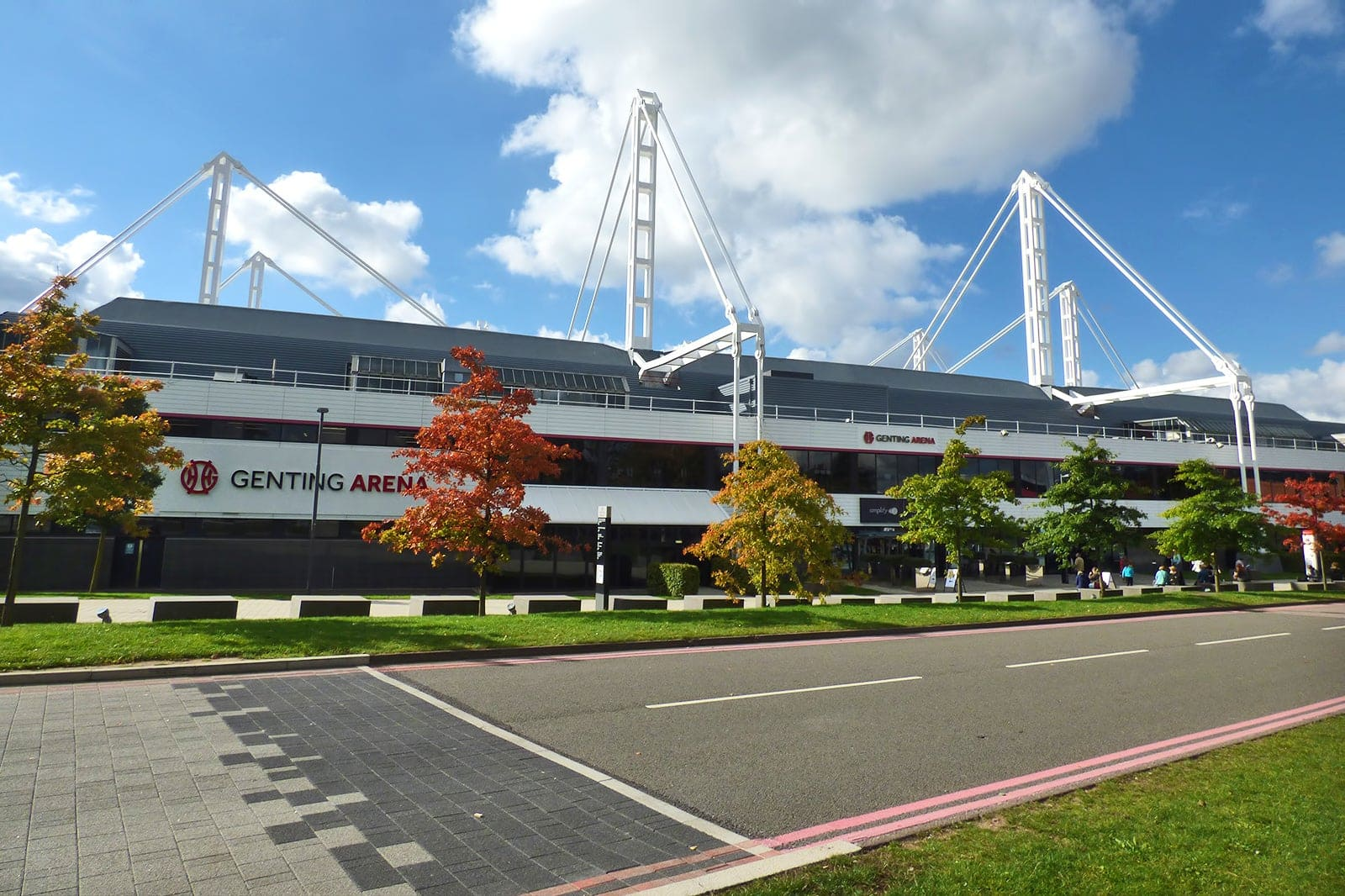
Genting Arena

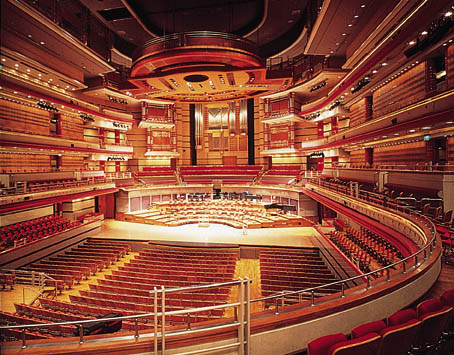
Symphony Hall

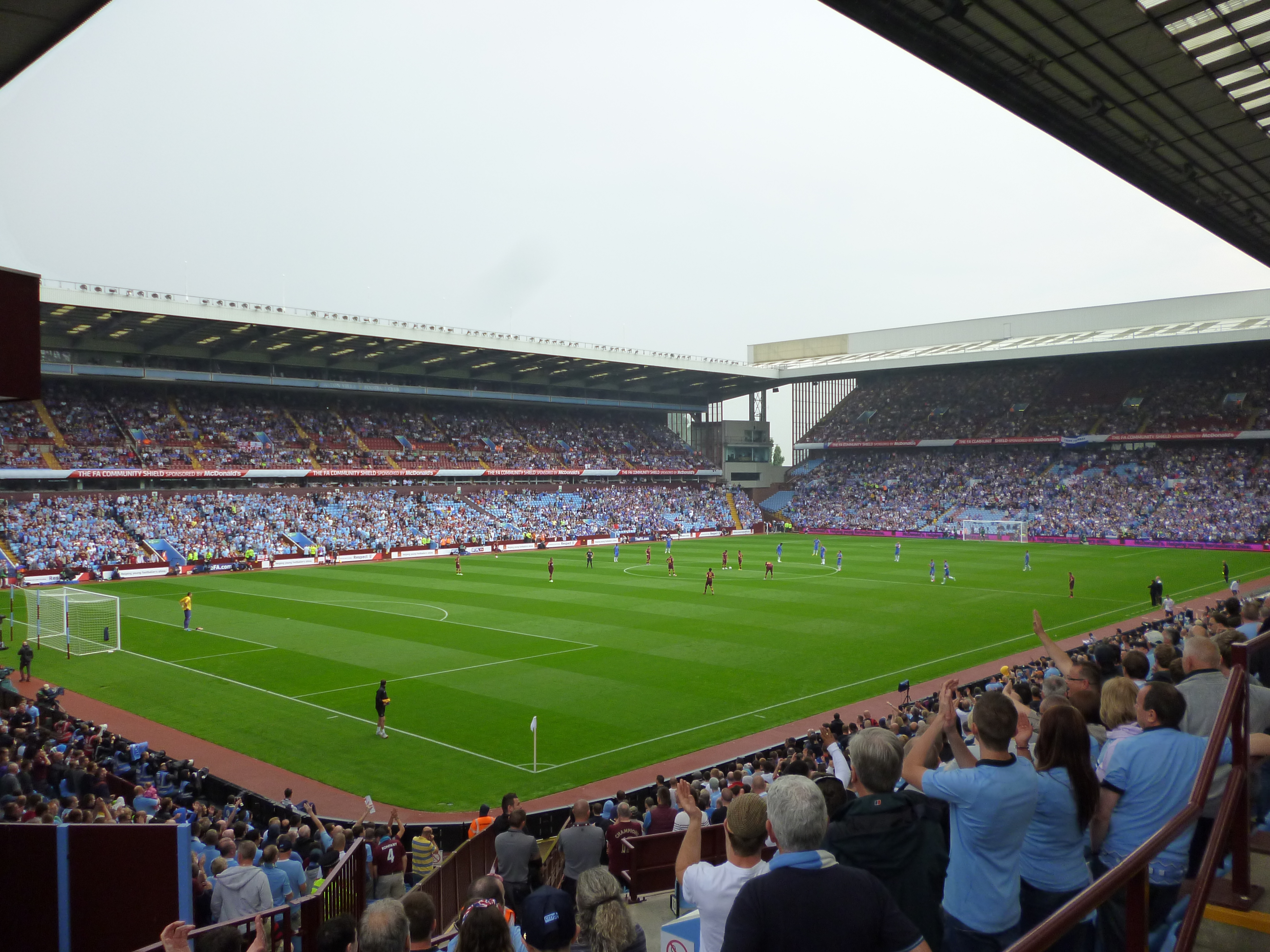
Villa Park Stadium

### Locais de Competição em Birmingham
| Local                                    | Esporte                     | Capacidade | Status     |
| ---------------------------------------- | --------------------------- | ---------- | ---------- |
| Alexander Stadium                        | Cerimônias Atletismo        | 40,000     | Expansão   |
| National Exhibition Centre               | Boxe Tênis de Mesa Netball  | 5,000      | Existente  |
| Resorts World Arena                      | Badminton                   | 15,000     | Existing   |
| Arena Birmingham                         | Ginástica                   | 15,000     | Existente  |
| Symphony Hall                            | Levantamento de Peso        | 2,200      | Existente  |
| Universidade de Birmingham               | Squash Hóquei sobre a Grama | 5,000      | Existente  |
| Centro de Esportes Aquáticos de Sandwell | Esportes Aquáticos          | 5,000      | Novo       |
| Edgbaston Cricket Ground                 | Críquete                    | 25,000     | Existente  |
| Praça Victoria                           | Basquete 3x3                | 3,000      | Provisório |
| Victoria Park, Leamington Spa            | Lawn Bowls                  | 2,000      | Existente  |

### Locais de Competição fora Birmingham
| Cidade        | Local                     | Esporte                             | Capacidade                     | Status    |
| ------------- | ------------------------- | ----------------------------------- | ------------------------------ | --------- |
| Staffordshire | Cannock Chase             | Mountain Bike e Ciclismo de Estrada | n/a                            | Existente |
| Conventry     | Ricoh Arena               | Rugby 7's Judô Wrestling            | 32,753 (estádio) 7,000 (arena) | Existente |
| Warwickshire  | Victoria Park, Leamington | Lawn Bowls                          | 2,000                          | Existente |
| Londres       | Lee Valley VeloPark       | Ciclismo (pista)                    | 6,000                          | Existente |

## Esportes
Em 22 de dezembro de 2017,a BBC anunciou que os organizadores estão em negociações com o Conselho Internacional de Críquete (ICC) sobre a realização de um torneio do esporte durante os Jogos.Na mesma reportagem,foi divulgado que devido a falta de locais propícios perto da cidade causaria a remoção do tiro,algo que não acontecia desde 1970. A remoção do tiro foi posteriormente confirmada por David Grevenberg,o CEO dos Jogos da Commonwealth.Algum tempo mais tarde,o Conselho Internacional de Críquete,anunciou que estaria enviando uma proposta para o retorno do esporte nesta edição.A proposta envolveria a realização de dois torneios do esporte (um para os homens e outro para as mulheres) e caso esta fosse vetada,existiria a possibilidade da realização de um torneio misto do esporte. O anúncio final do número de eventos de cada esporte obrigatório e aqueles que fariam parte como opcionais seria feito em setembro de 2019. Enquanto isso, em 19 de junho de 2019,as federações internacionais de cinco esportes apresentaram suas propostas para serem incluídos no programa:tiro desportivo,tiro com arco, críquete feminino, vôlei de praia e o tênis de mesa paralímpico.No dia seguinte,a Federação dos Jogos da Commonwealth juntamente com o comitê organizador desta edição anunciou que as propostas de três destes cinco esportes foram aceitas,enquanto que duas foram rejeitadas.As propostas do críquete feminino,do vôlei de praia e do tênis de mesa paralímpico foram aceitas,enquanto que as do tiro desportivo e do tiro com arco foram rejeitadas. Os três novos esportes já estiveram no programa dos Jogos da Commonwealth.O críquete já foi disputado em  Kuala Lumpur 1998,mas com um torneio exclusivamente masculino.Após o sucesso imediato e a repercussão  mundial do torneio de vôlei de praia em Gold Coast 2018,o esporte retornará e deverá ser realizado em algum parque da cidade.Esta será a quarta edição desde  Manchester 2002 em que eventos paralímpicos serão incorporados ao tênis de mesa.

### A crise do tiro
Em 19 de janeiro de 2018, o CEO da CGF David Grevemberg confirmou que o tiro desportivo,não figuraria nos Jogos da Commonwealth de 2022 como o O comitê organizador dos Jogos decidiu excluir o esporte,pois dentro da carta dos Jogos ele figura como um esporte opcional,ou seja,cabe aos organizadores de cada edição escolherem a sua participação em sua respectiva edição.Isso provocou uma reação negativa por parte da Associação Olímpica Indiana (IOA) e dos atletas do país, pois historicamente o país sempre teve resultados expressivos no esporte,chegando a liderar o quadro de medalhas do esporte em Gold Coast 2018,seus atletas subiram ao pódio em 10 das 19 provas disputas,ganhando 16 medalhas,sendo 7 delas de ouro. O presidente da Associação Nacional Indiana de Tiro Desportivo (NRAI) Raninder Singh ficou muito descontente com a remoção do esporte,chegando a propor um boicote da delegação do país em Birmingham. Enquanto isso, o IOA fez uma solicitação formal para a CGF e o Comitê Organizador dos Jogos da Commonwealth de 2022 que o esporte fosse incluído.Todavia,em 20 de junho de 2019, durante a reunião do conselho da CGF em Birmingham, a CGF confirmou que o esporte não seria disputado devido ao fato de que não existem na cidade nem na região de West Midlands um local em condições para o esporte. Consequentemente,em 27 de julho de 2019,, o presidente do IOA, Narinder Batra, escreveu uma carta ao  Ministro do Esporte da Índia Kiren Rijiju para discutir sobre a possibilidade de um boicote aos Jogos de 2022, pois o comitê organizador não havia acrescentado o tiro nos jogos. Em relação ao protesto, Batra disse que o IOA retirou-se voluntariamente da Assembléia Geral da CGF, realizada em Kigali, Ruanda em setembro de 2019 e também  retirou a nomeação de seu secretário geral Rajeev Mehta para a eleição de um vice-presidente regional e de Namdev Shiragaonkar para membro do comitê de esportes da CGF. Batra também comentou que a CGF tem uma "mentalidade atrasada em relação a Índia" e que  "as pessoas que estão lá dentro normalmente tentam mudar as regras",quando o país se destaca em uma edição específica dos Jogos da Commonwealth.
Em 30 de julho de 2019, Ian Reid, CEO do Comitê Organizador de Birmingham 2022, publicou uma declaração no site oficial dos Jogos confirmando que Birmingham não escolheu o esporte como opcional em seu projeto de candidatura,quando ele foi divulgado.Contudo, cinco esportes que não foram incluídos no projeto original - tiro desportivo,tiro com arco,vôlei de praia,o tênis de mesa paralímpico e o críquete - expressaram seu desejo de fazer parte dos Jogos. Ele também afirmou que o Comitê de Birmingham 2022 se comprometeu a fazer uma revisão do projeto e oferecer a cada um dos cinco esportes interessados a chance de entrar nos Jogos,por meio de um processo lógico e transparente com a participação de uma banca de jurados composta de diversos stakeholders da realização dos Jogos, incluindo o Comitê Organizador de Birmingham 2022,o Departamento para a Cultura, Meios de Comunicação e Esportes do Reino Unido ;o Commonwealth Games England e a Prefeitura de Birmingham.O tiro teve uma das pontuações mais altas em alguns dos principais critérios e o painel aceitou todos os argumentos da Federação Internacional de Tiro Desportivo (ISSF), da Confederação Internacional de Tiro com Rifle (ICFRA) e a British Shooting (BS). Mas,o painel entendeu que o melhor local apropriado para as provas do tiro fosse o Centro Nacional de Tiro de Bisley,no condado de Surrey,perto de Manchester e que caso isso acontecesse,os benefícios ao condado de West Midlands seriam muito pouco aproveitados,pois a principal forma de financiamento dos jogos são os impostos dos contribuintes da região.Porém,o painel ofereceu a oportunidade para o esporte enviar uma proposta alternativa em um local dentro ou próximo da cidade - com duas disciplinas (provavelmente seriam as provas de pistola e de tiro ao prato) - mas infelizmente, a ISSF,a ICFRA e o BS não conseguiram elaborar um novo projeto sem o envolvimento do centro de Bisley,o que inviabilizaria o projeto.Como resultado dessa revisão, Birmingham 2022 propôs a adição de três esportes - críquete feminino e o vôlei de praia e a adição de eventos paralímpicos no tênis de mesa - que poderiam ser realizados em locais de Birmingham ou West Midlands, o que poderia trazer benefícios adicionais para a região.

### Fim das Ameaças indianas e adição de mais dois esportes
Em 14 de novembro de 2019, a presidente da CGF,a escocesa Louise Martin e o CEO da CGF David Grevemberg se reuniram com Narinder Batra, Kiren Rijiju e outras autoridades da IOA em Déli para tentar acalmar os ânimos no país e achar uma solução plausível para a "crise do tiro".Após algumas reuniões entre as partes,foi anunciado que Martin iria com uma delegação da CGF para a Assembleia Geral Extraordinária da ISSF em Munique,na Alemanha no mês seguinte com as intenções de consultar a entidade e escutar as sugestões para que o esporte não fosse removido do programa. Batra também anunciou que estava esperando as decisões a serem tomadas para confirmar ou não um boicote do país aos Jogos e as consequências futuras das conversas entre a CGF e a ISSF. Alguns dias mais tarde,a NRAI (Associação Indiana de Tiro Desportivo) expressou seu compromisso de que iria selecionar um lugar com condições de sediar o esporte e também que as medalhas conquistadas no evento fossem adicionadas ao quadro de medalhas. Em 30 de dezembro de 2019,a IOA anunciou que não iria boicotar os Jogos de 2022 e que estaria apresentando uma candidatura para os Jogos de 2026 ou 2030,dependendo das demandas da CGF.
Em janeiro de 2020,foi confirmado por parte da CGF,que a Índia estava propondo a realização dos eventos do tiro desportivo e do tiro com arco em seu território, arcando com todos os custos envolvidos e que eles seriam eventos integrantes desta edição dos Jogos da Commonwealth,mas,sendo realizado algum tempo antes,em um caso semelhante ao que aconteceu durante os Jogos Olímpicos de Verão de 1956,realizados em Melbourne,na Austrália.A época,o país tinha uma das legislações mais duras do mundo sobre a questão da entrada de animais estrangeiros em seu território e as competições acabaram sendo realizadas em Estocolmo,na Suécia,seis meses antes. e que as duas federações internacioais (ISSF e WA) estavam dando total suporte a proposta. Em 24 de fevereiro de 2020,Federação dos Jogos da Commonwealth anunciou que aceitou a proposta indiana e os eventos serão realizados em Chandigarh,no mês de janeiro,faltando seis meses para a realização do evento principal na Inglaterra.

### Esportes
| - Atletismo - Badminton - Basquetebol - Boxe - Ciclismo - Críquete - Esportes aquáticos - Natação - Saltos ornamentais - Ginástica - Halterofilismo |  | - Hóquei sobre a grama - Lawn bowls - Levantamento de peso - Lutas - Netball - Rugby sevens - Squash - Tênis de mesa - Triatlo - Tiro - Tiro com Arco - Voleibol de praia |